# Сосново-дубові ліси Східної Сьєрра-Мадре
Сосново-дубові ліси Східної Сьєрра-Мадре (ідентифікатор WWF: NA0303) — неарктичний екорегіон хвойних лісів помірної зони, розташований на південному заході США та в центрі і на сході Мексики. Він вирізняється високим біорізноманіттям та рівнем ендемізму.

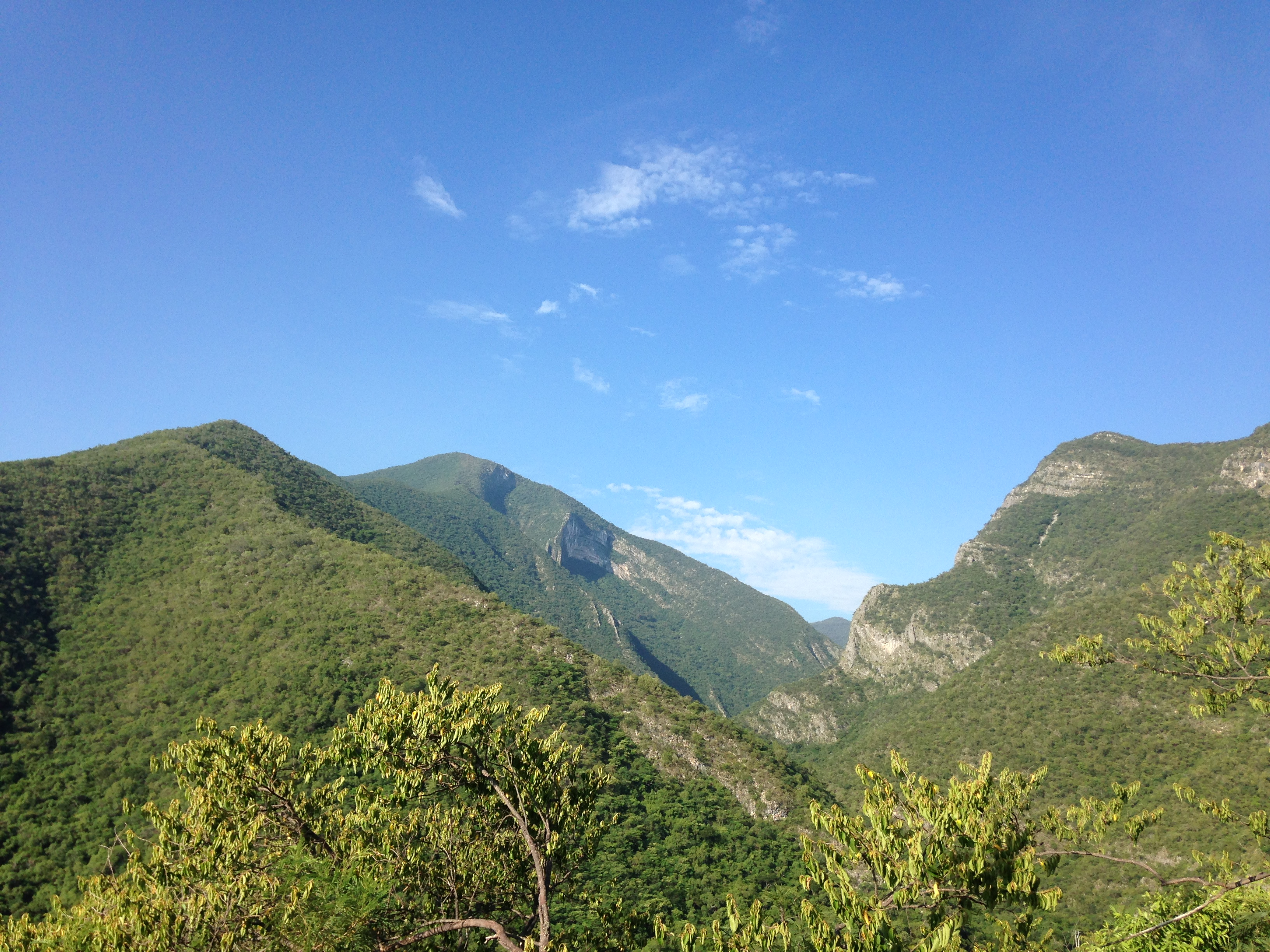
Гори Східної Сьєрра-Мадре в штаті Тамауліпас

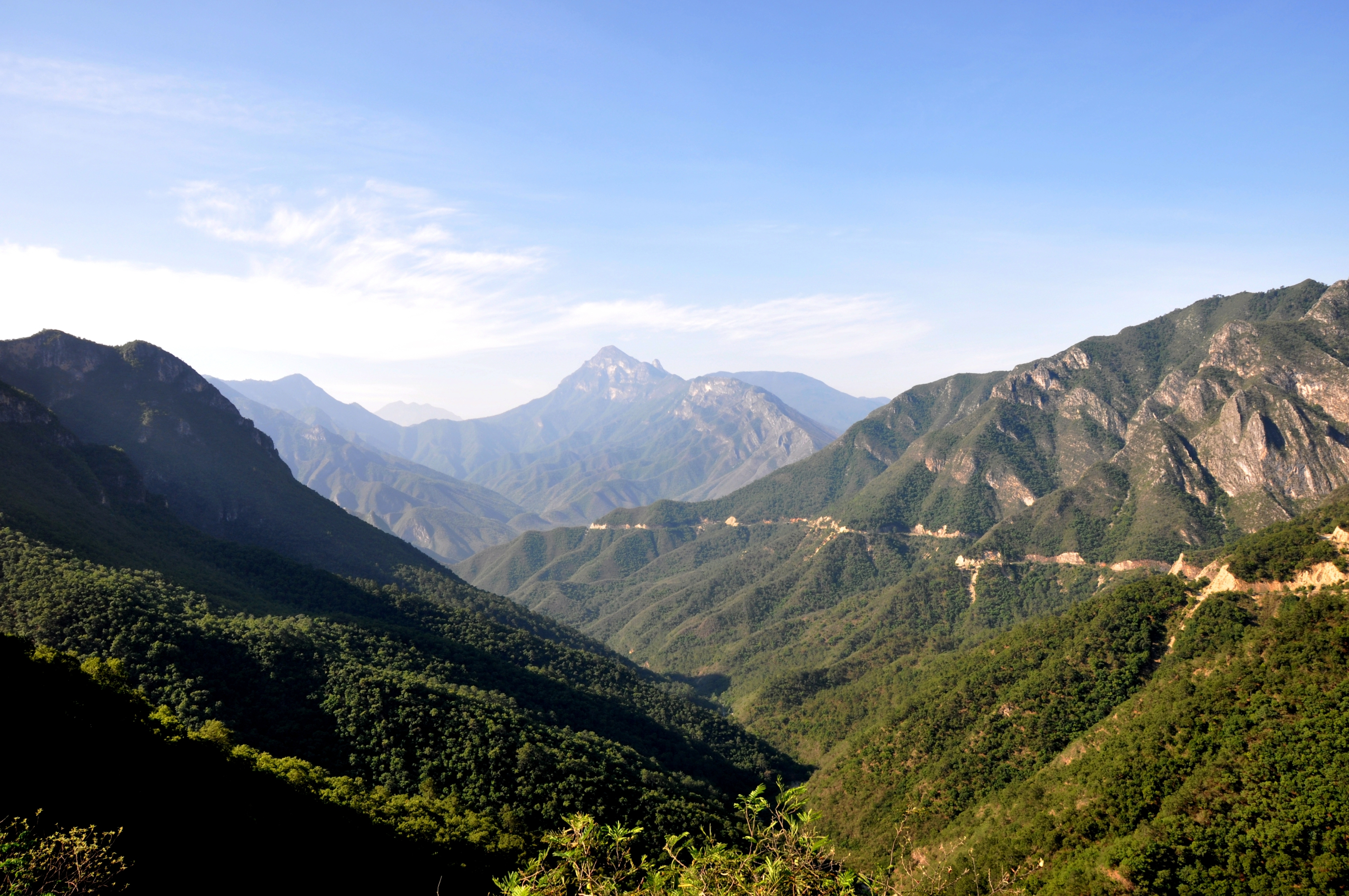
Гори Східної Сьєрра-Мадре у Національному парку Кумбрес-де-Монтеррей

## Географія
Екорегіон сосново-дубових лісів Східної Сьєрра-Мадре охоплює гори Східної Сьєрра-Мадре, також відомі як Сьєрра-Мадре-Орієнталь, які простягаються приблизно на 1000 км з півночі на південь паралельно західному узбережжю Мексиканської затоки. Ці гори оточують Мексиканське нагір'я зі сходу та є частиною Східного поясу Північноамериканських Кордильєр. На півдні вони переходять у гори Трансмексиканського вулканічного поясу, які простягаються із заходу на схід, таким чином забезпечуючи сполучення з горами Західної Сьєрра-Мадре.
На відміну від багатьох гір Мексики, які мають вулканічне походження, складчасті гори Східної Сьєрра-Мадре виникли в результаті тектонічного підняття крейдових відкладів. Ці гори характеризуються стрімким рельєфом з численними долинами, глибокими каньйонами та ущелинами. Ерозія товстих шарів крейдових вапняків призвела до появи численних карстових форм рельєфу, зокрема печер, таких як печера Ластівок, розташована в штаті Сан-Луїс-Потосі. Висота Східної Сьєрра-Мадре коливається від 1500 до 3500 м над рівнем моря. Найвищими вершинами екорегіону є гора Ель-Потосі заввишки 3721 м та гора Пенья-Невада заввишки 3563 м, розташовані в штаті Нуево-Леон. 
В горах регіону беруть початок численні річки, зокрема Сото-ла-Маріна, які переважно стікають на схід, до Мексиканської затоки Атлантичного океану. Деякі річки, що беруть початок в горах на півночі екорегіону, зокрема річка Сан-Хуан, впадають у Ріо-Гранде або його притоки, а деякі течуть на захід та впадають у безстічні басейни Мексиканського нагір'я.
Гірські хребти Східної Сьєрра-Мадре утворюють велику систему, що майже безперервно простягається через територію штатів Коауїла, Нуево-Леон, Тамауліпас, Сан-Луїс-Потосі та Ідальго, а також через прилеглі райони штатів Веракрус, Керетаро та Гуанахуато. На північ від міста Монтеррей, столиці Нуево-Леона, Східна Сьєрра-Мадре вже не утворює єдину систему, а натомість складається з багатьох ізольованих гірських хребтів, таких як Сьєрра-дель-Бурро та Сьєрра-дель-Кармен, прохолодні та вологі високогір'я яких підтримують сосново-дубові ліси. Такі оточені пустелями й напівпустелями "небесні острови" простягаються через територію штатів Нуево-Леон і Коауїла, досягаючи на півночі гір Дейвіс та Чісос в регіоні Біг-Бенд на південному заході Техасу, які є частиною вулканічного поля Транс-Пекос.
Екорегіон сосново-дубових лісів Східної Сьєрра-Мадре також включає деякі ізольовані "небесні острови", що підіймаються над пустельними рівнинами Мексиканського нагір'я. Серед складчастих гірських хребтів, що входять до екорегіону, слід, зокрема, зазначити гори Сьєрра-де-Артеага, Сьєрра-де-Сапалінаме, Сьєрра-Ла-Конкордія, Сьєрра-де-Паррас та Сьєрра-де-Хімулько, що лежать західніше основного поясу Східної Сьєрра-Мадре. Найзахіднішою частиною екорегіону є гори Сьєрра-дель-Росаріо, що лежать на захід від Торреона на південному заході Коауїли, а найпівнічнішою частиною — гори Франкліна, Орган та Сан-Андрес в Нью-Мексико та Техасі, які є частиною рифтової долини Ріо-Гранде. Крім того, анклави сосново-дубових лісів екорегіону зустрічаються також в горах, розташованих на схід від основного поясу Східної Сьєрра-Мадре, зокрема у високогір’ях гірських масивів Сьєрра-де-Сан-Карлос та Сьєрра-де-Тамауліпас, розташованих в штатах Тамауліпас та Нуево-Леон.
Гірські ліси Східної Сьєрра-Мадре та інших гірських хребтів екорегіону на низьких висотах переходять у пустелі, напівпустельні чагарники та сухі і вологі тропічні ліси. На північний схід від екорегіону поширені екорегіони тамауліпаського маторалю і тамауліпаського мескіталю, на південний схід — вологі ліси Веракрусу та гірські ліси Веракрусу, а на захід — пустеля Чіуауа та екорегіони маторалю Мексиканського нагір'я і маторалю Центральної Мексики. В горах Трансмексиканського вулканічного поясу на півдні ліси Східної Сьєрра-Мадре переходять у екорегіон сосново-дубових лісів Трансмексиканського вулканічного поясу. Цей екорегіон також включає гори Сьєрра-Норте-де-Пуебла — найпівденнішу частину гір Східної Сьєрра-Мадре, розташовану в штаті Пуебла. Сосново-дубові ліси Східної Сьєрра-Мадре є частиною комплексу Мадрейських сосново-дубових лісів, поширених в горах Мексики та південного заходу США.

## Клімат
На більшій частині екорегіону переважає вологий субтропічний клімат (Cwa або Cfa за класифікацією кліматів Кеппена) або високогірний субтропічний клімат (Cwb за класифікацією Кеппена). Середньорічна кількість опадів у високогір'ях Національного парку Біг-Бенд в Техасі на півночі екорегіону становить 200-300 мм, а у високогір'ях Нуево-Леону — 900-1500 мм, більшість з яких випадають влітку. Опади в екорегіоні демонструють яскраво виражену сезонність, пов'язану з північноамериканськими мусонами. Той факт, що значна частина екорегіону розташована в глибині Мексики та відділена від океану пустелями й напівпустелями, робить клімат регіону менш вологим, ніж клімат інших гірських регіонів Мексики, однак, тим не менш, найвологіші частини східної Сьєрра-Мадре, розташовані в Тамауліпасі, можуть підтримувати найпівнічніші масиви хмарних лісів у Мексиці.

## Флора
Основними рослинними угрупованнями Східної Сьєрра-Мадре є сосново-дубові ліси, у яких переважають різні види сосен (Pinus spp.) та дубів (Quercus spp.), розподіл яких залежить від висоти над рівнем моря та кількості опадів. Серед найбільш поширених в екорегіоні дерев слід відзначити сосну Нельсона (Pinus nelsonii), мексиканську сосну (Pinus cembroides), гладкокору сосну (Pinus pseudostrobus) та аризонську сосну (Pinus arizonica), а також каштановий дуб (Quercus castanea) та лускатий дуб (Quercus affinis). На більш вологих східних схилах, звернених до океану, домінують мексиканські сосни (Pinus cembroides) та алігаторові яловці (Juniperus deppeana), тоді як на сухіших західних схилах частіше зустрічаються ендемічні плакучі сосни (Pinus pinceana). Іншими ендеміками екорегіону є сосни Нельсона (Pinus nelsonii), сосни Грегга (Pinus greggii) та розлогі сосни (Pinus patula). Ліси Східної Сьєрра-Мадре також є домом для багатьох інших рослин, зокрема різноманітних агав (Agave spp.), деякі з яких традиційно використовувалися місцевими жителями в їжу.
У горах Східної Сьєрра-Мадре спостерігається найбільше різноманіття дубів у всій Мексиці. Тут зростає 55 місцевих видів дубів, з яких 19 видів є ендеміками. Найбільше різноманіття дубів спостерігається серед червоних дубів з секції Lobatae, яких тут зустрічається 32 види, зокрема 14 ендеміків, та серед білих дубів з секції Quercus, яких тут зустрічається 23 види, зокрема 5 ендеміків. Серед ендемічних дубів, поширених в горах Східної Сьєрра-Мадре, слід відзначити Quercus ariifolia, Q. edwardsiae, Q. flocculenta, Q. furfuracea, Q. galeanensis, Q. hirtifolia, Q. hypoxantha, Q. miquihuanensis,  Q. runcinatifolia, Q. rysophylla, Q.saltillensis та Q. verde. Ендемічні  кенбійські дуби (Quercus canbyi) зустрічаються на півночі екорегіону, зокрема в горах Чісос у Техасі. Мексиканські королівські дуби (Quercus germana) та пірчастожилкуваті дуби (Quercus pinnativenulosa) є майже ендемічними представниками регіону, які також зустрічаються у північній частині гір Сьєрра-Мадре-де-Оахака. Деякі види дубів, зокрема лаетські дуби (Quercus laeta) та халапські дуби (Quercus xalapensis), досягають північної межі свого ареалу в горах Східної Сьєрра-Мадре.
Сосново-дубові ліси Східної Сьєрра-Мадре зустрічаються у високогірних "небесних островах", де панує помірний клімат. Вони оточені більш вологими екорегіонами на півдні, де панує тропічний клімат, та посушливими екорегіонами на півночі, де панує напівпустельний або пустельний клімат. Таке розташування є головним фактором, що сприяє біорізноманіттю екорегіону та високому рівню ендемізму його флори та фауни.

## Фауна
Серед поширених в екорегіоні ссавців слід відзначити білохвостого оленя (Odocoileus virginianus), ошийникового пекарі (Dicotyles tajacu), барибала (Ursus americanus), койота (Canis latrans), сіру лисицю (Urocyon cinereoargenteus), руду рись (Lynx rufus), оцелота (Leopardus pardalis), ягуарунді (Herpailurus yagouaroundi), білоносу носуху (Nasua narica), північноамериканську котофредку (Bassariscus astutus), тайру (Eira barbara), звичайного ракуна (Procyon lotor), довгохвосту ласицю (Neogale frenata), західного плямистого скунса (Spilogale gracilis), американського свинорилого скунса (Conepatus leuconotus), пустельного кролика (Sylvilagus audubonii), флоридського кролика (Sylvilagus floridanus), вивірку Деппе (Sciurus deppei), скельного ховраха (Otospermophilus variegatus), південну літягу (Glaucomys volans), мексиканську полівку (Microtus mexicanus), північну скельну мишу (Peromyscus nasutus), чорновуху мишу (Peromyscus melanotis), пекторалову мишу (Peromyscus pectoralis), мишу Осгуда (Peromyscus gratus), сакатекську оленячу мишу (Peromyscus difficilis), мексиканського лісового хом'яка (Neotoma mexicana), віргінського опосума (Didelphis virginiana), веракруську мідицю (Sorex veraecrucis), печерну нічницю (Myotis velifer) та мексиканського великовуха (Corynorhinus mexicanus). Найбільшими хижаками регіону є північноамериканські пуми (Puma concolor couguar) та дуже рідкісні ягуари (Panthera onca).
В горах техаського Біг-Бенду, що лежать на крайній півночі екорегіону, зустрічаються пустельні чорнохвості олені (Odocoileus hemionus eremicus), товстороги (Ovis canadensis), гірські вапіті (Cervus canadensis nelsoni) та ендемічні кремезні кролики (Sylvilagus robustus). Іншими ендеміками Східної Сьєрра-Мадре є вивірки Аллена (Sciurus alleni), тамауліпаські лісові хом'яки (Neotoma angustapalata), ель-каррізоські оленячі миші (Peromyscus ochraventer), карменські мідиці (Sorex milleri), сірі бурозубки Вільї (Notiosorex villai) та плоскоголові нічниці (Myotis planiceps). Майже ендемічними представниками екорегіону є вивірки Петерса (Sciurus oculatus), дурангські бурундуки (Neotamias durangae), швидконогі миші (Peromyscus levipes) та мексиканські коротковухі мідиці (Cryptotis obscura). Раніше в горах регіону зустрічалися мексиканські вовки (Canis lupus baileyi) та мексиканські гризлі (Ursus arctos horribilis), однак наразі вони тут вимерли.
Орнітофауна екорегіону нараховує понад 335 видів птахів. Серед птахів, поширених в горах Східної Сьєрра-Мадре, слід відзначити великого індика (Meleagris gallopavo), мексиканську перепелицю-клоуна (Cyrtonyx montezumae), каліфорнійського голуба (Patagioenas fasciata), мексиканського дрімлюгу (Antrostomus arizonae), північного кукліло (Coccyzus americanus), беркута (Aquila chrysaetos), чорноголового яструба (Accipiter cooperii), сапсана (Falco peregrinus), плямисту сову (Strix occidentalis), вусату сплюшку (Megascops trichopsis), канадську сплюшку (Psiloscops flammeolus), гірського сичика-горобця (Glaucidium gnoma), чорноволу гілу (Melanerpes formicivorus), золотистого декола (Colaptes auratus), широкохвостого колібрі-крихітку (Selasphorus platycercus), синьогорлого колібрі-самоцвіта (Lampornis clemenciae), північного колібрі-герцога (Eugenes fulgens), мексиканського колібрі-сапфіра (Basilinna leucotis), аметистовогорлого колібрі-самоцвіта (Lampornis amethystinus), мексиканського колібрі-ельфа (Selasphorus heloisa), блакитноголову агиртрію (Saucerottia cyanocephala), зеленого ару (Ara militaris mexicanus), зеленого аратингу (Psittacara holochlorus), сонорську сойку (Aphelocoma woodhouseii), чорноголову сизойку (Cyanocitta stelleri), кордильєрського піві-малюка (Empidonax occidentalis), соснового піві-малюка (Empidonax affinis), вохристого піві-малюка (Empidonax fulvifrons), мексиканського пісняра (Oreothlypis superciliosa), пісняра-віялохвоста (Basileuterus lachrymosus), білокрилу чернітку (Myioborus pictus), бронзовокрилого солітаріо (Myadestes occidentalis), білогорлого дрозда (Turdus assimilis), західного блакитника (Sialia mexicana), короткодзьобого віреона (Vireo huttoni), дубового різжака (Campylorhynchus gularis), американського підкоришника (Certhia americana), каролінського повзика (Sitta carolinensis), повзика-крихітку (Sitta pygmaea), американську синицю (Baeolophus wollweberi), мексиканську гаїчку (Poecile sclateri), американського ополовника (Psaltriparus minimus), соснового бекарда (Pachyramphus major), великого бекарда (Pachyramphus aglaiae), сірого чубака (Ptiliogonys cinereus), рудоголового пінсона (Aimophila ruficeps), плямистого тауї (Pipilo maculatus), соснового чижа (Spinus pinus), гондураську гутураму (Chlorophonia elegantissima) та сонцеперу пірангу (Piranga flava).
Мексиканські ари (Rhynchopsitta terrisi) є ендеміками сосново-дубових лісів екорегіону, а мексиканські червоїди (Leiothlypis crissalis) гніздяться виключно у горах Східної Сьєрра-Мадре. Майже ендемічними представниками екорегіону є мексиканські перепелиці (Dendrortyx barbatus), сіроволі сойки (Aphelocoma wollweberi), чорночубі синиці (Baeolophus atricristatus), іржасті дрозди-короткозьоби (Catharus occidentalis), чорноголові дрозди-короткодзьоби (Catharus mexicanus), білощокі червонії (Cardellina rubra), жовточереві заросляки (Atlapetes pileatus), кактусові жовтогорлики (Geothlypis nelsoni), мексиканські юнко (Junco phaeonotus), мексиканські квічалі (Ridgwayia pinicola) та плямистоволі дереволази (Lepidocolaptes affinis).
Вздовж гірських хребтів Східної Сьєрра-Мадре проходить основний шлях міграції мільйонів метеликів-монархів (Danaus plexippus). Ці одні з найвідоміших метеликів Північної Америки мігрують з США до Центральної Мексики та використовують водні потоки, які підіймають їх в атмосферу, полегшуючи політ.

## Збереження
Внаслідок століть лісозаготівлі та розвитку сільського господарства сосново-дубові ліси Східної Сьєрра-Мадре були майже повністю знищені. Основними загрозами для збереження природи регіону є подальша вирубка лісів, а також розвиток скотарства, полювання та будівництво доріг.
Оцінка 2017 року показала, що 16 353 км², або 25 % екорегіону, є заповідними територіями. Природоохоронні території включають: Національний парк Ель-Чіко, Національний парк Ель-Потосі, Національний парк Кумбрес-де-Монтеррей, Національний парк Лос-Мармолес, Національну пам'ятку Серро-де-ла-Сілья, Біосферний заповідник Ель-Сьєло, Біосферний заповідник Сьєрра-де-Тамауліпас, Біосферний заповідник Сьєрра-Горда, Біосферний заповідник Сьєрра-Горда-де-Гуанахуато, Біосферний заповідник Барранка-де-Мецтітлан, Біосферний заповідник Мадерас-дель-Кармен, Заповідну зону флори і фауни Каньйон-Санта-Елена, Заповідну зону флори і фауни Сьєрра-де-Альварес, Зону екологічного захисту Сьєрра-де-Сапалінаме, Заповідник Куенка-Аліментадора-дель-Дістрікто-Насьйональ-де-Рієго 026 та Заповідник Куенка-Аліментадора-дель-Дістрікто-Насьйональ-де-Рієго 004 в Мексиці, а також Національний парк Біг-Бенд, Державний парк гір Дейвіс, Національний природний заповідник Сан-Андрес та Національний ліс Лінкольн в США.